# Liao-ning Chung-jün
Liao-ning Chung-jün (čínsky pchin-jinem Liáoníng Hóngyùn, znaky zjednodušené 辽宁宏运, tradiční 遼寧宏運) je čínský profesionální fotbalový klub, který sídlí ve městě Šen-jang v provincii Liao-ning. Založen byl v roce 1953 pod názvem Liao-ning. Svůj současný název nese od roku 2008. Jedná se o šestinásobného mistra Čínské lidové republiky a celkově dvojnásobného vítěze Čínského poháru. Klubové barvy jsou červená a bílá. Od sezóny 2010 působí v čínské nejvyšší fotbalové soutěži.
Své domácí zápasy odehrává v Šen-jangském olympijském sportovním centru s kapacitou 60 000 diváků.
Plný název klubu je Fotbalový klub Liao-ning Chung-jün (čínsky v českém přepisu Liao-ning Chung-jün cu-čchiou ťü-le-pu, pchin-jinem Liáoníng Hóngyùn zúqiú jùlèbù, znaky zjednodušené 辽宁足球俱乐部, tradiční 遼寧足球俱樂部)

## Historické názvy
- 1953 – Liao-ning (Liao-ning cu-čchiou ťü-le-pu)
- 1993 – Liao-ning Tung-jao (Liao-ning Tung-jao cu-čchiou ťü-le-pu)
- 1994 – Liao-ning Jüan-tung (Liao-ning Jüan-tung cu-čchiou ťü-le-pu)
- 1995 – Liao-ning (Liao-ning cu-čchiou ťü-le-pu)
- 1996 – Liao-ning Chang-sing (Liao-ning Chang-sing cu-čchiou ťü-le-pu)
- 1997 – Liao-ning Šuang-sing (Liao-ning Šuang-sing cu-čchiou ťü-le-pu)
- 1998 – Liao-ning Tchien-žun (Liao-ning Tchien-žun cu-čchiou ťü-le-pu)
- 1999 – Liao-ning Fu-šun (Liao-ning Fu-šun cu-čchiou ťü-le-pu)
- 2000 – Liao-ning Fu-šun Tche-kang (Liao-ning Fu-šun Tche-kang cu-čchiou ťü-le-pu)
- 2002 – Liao-ning Čan-tou (Liao-ning Čan-tou cu-čchiou ťü-le-pu)
- 2003 – Liao-ning Čung-šun (Liao-ning Čung-šun cu-čchiou ťü-le-pu)
- 2004 – Liao-ning Čung-jü (Liao-ning Čung-jü cu-čchiou ťü-le-pu)
- 2005 – Liao-ning (Liao-ning cu-čchiou ťü-le-pu)
- 2008 – Liao-ning Chung-jün (Liao-ning Chung-jün cu-čchiou ťü-le-pu)

## Získané trofeje

### Vyhrané domácí soutěže
- Chinese Jia-A League / Super League (6×)
  - 1987, 1988, 1990, 1991, 1992, 1993
- Čínský fotbalový pohár (2×)
  - 1984, 1986
- Čínský Superpohár (1×)
  - 2000

### Vyhrané mezinárodní soutěže
- Asijské mistrovství klubů (1×)
  - 1989/90

## Známí hráči
- James Chamanga (2013–)
- Billy Celeski (2014)
- Anthony Ujah (2016–)
- Assani Lukimya-Mulongoti (2016–)
- Olivier Boumal (2017–)
- Christian Bekamenga (2017–)

## Umístění v jednotlivých sezonách
Stručný přehled
Zdroj:
- 1987–1995: Chinese Jia-A League
- 1996–1998: Chinese Jia-B League
- 1999–2003: Chinese Jia-A League
- 2004–2008: Chinese Super League
- 2009: China League One
- 2010– : Chinese Super League

Jednotlivé ročníky
Zdroj:
Legenda: Z - zápasy, V - výhry, R - remízy, P - porážky, VG - vstřelené góly, OG - obdržené góly, +/- - rozdíl skóre, B - body, červené podbarvení - sestup, zelené podbarvení - postup, fialové podbarvení - reorganizace, změna skupiny či soutěže
| Čínská lidová republika (1987 –) |                      |        |    |    |       |    |    |    |     |    |        |
| Sezóny                           | Liga                 | Úroveň | Z  | V  | R     | P  | VG | OG | +/- | B  | Pozice |
| 1987                             | Chinese Jia-A League | 1      | 14 | 7  | 4     | 3  | 26 | 17 | +9  | 25 | 1.     |
| 1988                             | Chinese Jia-A League | 1      | 25 | 14 | 8     | 3  | 44 | 13 | +31 | 56 | 1.     |
| 1989                             | Chinese Jia-A League | 1      | 14 | 7  | 3     | 4  | 16 | 12 | +4  | 28 | 2.     |
| 1990                             | Chinese Jia-A League | 1      | 14 | 7  | 3     | 4  | 17 | 11 | +6  | 31 | 1.     |
| 1991                             | Chinese Jia-A League | 1      | 14 | 7  | 4     | 3  | 27 | 18 | +9  | 20 | 1.     |
| 1992                             | Chinese Jia-A League | 1      | 14 | 8  | 3     | 3  | 25 | 14 | +11 | 19 | 1.     |
| 1993                             | Chinese Jia-A League | 1      | 12 | 6  | 3 / 0 | 3  | 20 | 13 | +7  | 8  | 1.     |
| 1994                             | Chinese Jia-A League | 1      | 22 | 11 | 3     | 8  | 47 | 36 | +11 | 25 | 4.     |
| 1995                             | Chinese Jia-A League | 1      | 22 | 4  | 5     | 13 | 29 | 47 | -18 | 17 | 12.    |
| 1996                             | Chinese Jia-B League | 2      | 22 | 10 | 6     | 6  | 35 | 25 | +10 | 36 | 4.     |
| 1997                             | Chinese Jia-B League | 2      | 22 | 8  | 5     | 9  | 32 | 31 | +1  | 29 | 9.     |
| 1998                             | Chinese Jia-B League | 2      | 22 | 12 | 5     | 5  | 47 | 21 | +26 | 41 | 2.     |
| 1999                             | Chinese Jia-A League | 1      | 26 | 13 | 8     | 5  | 42 | 24 | +18 | 47 | 2.     |
| 2000                             | Chinese Jia-A League | 1      | 26 | 8  | 8     | 10 | 28 | 26 | +2  | 32 | 8.     |
| 2001                             | Chinese Jia-A League | 1      | 26 | 15 | 3     | 8  | 39 | 32 | +7  | 48 | 3.     |
| 2002                             | Chinese Jia-A League | 1      | 28 | 12 | 6     | 10 | 45 | 44 | +1  | 42 | 5.     |
| 2003                             | Chinese Jia-A League | 1      | 28 | 11 | 8     | 9  | 39 | 34 | +5  | 41 | 6.     |
| 2004                             | Chinese Super League | 1      | 22 | 10 | 2     | 10 | 39 | 40 | -1  | 32 | 4.     |
| 2005                             | Chinese Super League | 1      | 26 | 7  | 8     | 11 | 34 | 42 | -8  | 29 | 10.    |
| 2006                             | Chinese Super League | 1      | 28 | 6  | 8     | 14 | 24 | 42 | -18 | 26 | 12.    |
| 2007                             | Chinese Super League | 1      | 28 | 9  | 8     | 11 | 26 | 36 | -10 | 35 | 9.     |
| 2008                             | Chinese Super League | 1      | 30 | 6  | 9     | 15 | 34 | 47 | -13 | 27 | 15.    |
| 2009                             | China League One     | 2      | 24 | 18 | 3     | 3  | 49 | 17 | +32 | 57 | 1.     |
| 2010                             | Chinese Super League | 1      | 30 | 10 | 10    | 10 | 39 | 36 | +3  | 40 | 7.     |
| 2011                             | Chinese Super League | 1      | 30 | 14 | 8     | 8  | 38 | 23 | +15 | 50 | 3.     |
| 2012                             | Chinese Super League | 1      | 30 | 8  | 12    | 10 | 40 | 41 | -1  | 36 | 10.    |
| 2013                             | Chinese Super League | 1      | 30 | 8  | 11    | 11 | 35 | 44 | -9  | 35 | 10.    |
| 2014                             | Chinese Super League | 1      | 30 | 8  | 9     | 13 | 33 | 48 | -15 | 33 | 10.    |
| 2015                             | Chinese Super League | 1      | 30 | 7  | 10    | 13 | 30 | 46 | -16 | 31 | 12.    |
| 2016                             | Chinese Super League | 1      | 30 | 9  | 9     | 12 | 38 | 47 | -9  | 36 | 11.    |
| 2017                             | Chinese Super League | 1      | 30 |    |       |    |    |    |     |    |        |

## Účast v asijských pohárech
Zdroj:
| Ročník  | Soutěž                    | Kolo                      | Klub                     | Doma | Venku | Celkem   |
| ------- | ------------------------- | ------------------------- | ------------------------ | ---- | ----- | -------- |
| 1985    | Asijské mistrovství klubů | Skupina Východní Asie "1" | Seiko SA                 | 0:1  | 1:2   | 3. místo |
| 1985    | Asijské mistrovství klubů | Skupina Východní Asie "1" | Klub 25. dubna           | 0:0  | 1:3   | 3. místo |
| 1986    | Asijské mistrovství klubů | 1. kolo (sk. 7)           | Klub 25. dubna           | 1:0  | 0:0   | 1. místo |
| 1986    | Asijské mistrovství klubů | Základní skupina C        | Krama Yudha Tiga Berlian | 0:0  | 0:0   | 1. místo |
| 1986    | Asijské mistrovství klubů | Základní skupina C        | South China AA           | 1:0  | 1:0   | 1. místo |
| 1986    | Asijské mistrovství klubů | Finálová skupina          | Al-Talaba SC             | 2:2  | 2:2   | 3. místo |
| 1986    | Asijské mistrovství klubů | Finálová skupina          | Al Hilal FC              | 1:2  | 1:2   | 3. místo |
| 1986    | Asijské mistrovství klubů | Finálová skupina          | Furukawa Electric FC     | 0:1  | 0:1   | 3. místo |
| 1989/90 | Asijské mistrovství klubů | Předkolo (sk. 6)          | Nissan Yokohama          | 1:0  | 1:0   | 1. místo |
| 1989/90 | Asijské mistrovství klubů | Předkolo (sk. 6)          | Chandongja SC            | 1:1  | 1:1   | 1. místo |
| 1989/90 | Asijské mistrovství klubů | Předkolo (sk. 6)          | Hap Kuan                 | 5:1  | 5:1   | 1. místo |
| 1989/90 | Asijské mistrovství klubů | Základní skupina B        | Al-Rasheed SC            | 0:0  | 0:0   | 1. místo |
| 1989/90 | Asijské mistrovství klubů | Základní skupina B        | Shahin Ahvaz FC          | 2:0  | 2:0   | 1. místo |
| 1989/90 | Asijské mistrovství klubů | Základní skupina B        | Pelita Jaya              | 1:0  | 1:0   | 1. místo |
| 1989/90 | Asijské mistrovství klubů | Finále                    | Nissan Yokohama          | 1:1  | 2:1   | 3:2      |
| 1990/91 | Asijské mistrovství klubů | Předkolo (sk. 7)          | Nissan Yokohama          | 2:3  | 2:3   | 2. místo |
| 1990/91 | Asijské mistrovství klubů | Předkolo (sk. 7)          | Klub 25. dubna           | 0:1  | 0:1   | 2. místo |
| 1990/91 | Asijské mistrovství klubů | Základní skupina A        | Al-Nasr                  | 1:1  | 1:1   | 1. místo |
| 1990/91 | Asijské mistrovství klubů | Základní skupina A        | Pelita Jaya              | 1:0  | 1:0   | 1. místo |
| 1990/91 | Asijské mistrovství klubů | Semifinále                | Klub 25. dubna           | 3:0  | 3:0   | 3:0      |
| 1990/91 | Asijské mistrovství klubů | Finále                    | Esteghlal FC             | 1:2  | 1:2   | 1:2      |
| 1991    | Asijské mistrovství klubů | 1. kolo                   | Klub 25. dubna           | 1:0  | 1:3   | 2:3      |
| 1992/93 | Asijské mistrovství klubů | Předkolo                  | Yomiuri FC               | 3:3  | 1:1   | 4:4 (v)  |
| 1993/94 | Asijské mistrovství klubů | 1. kolo                   | Leng Ngan                | 9:0  | 6:3   | 15:3     |
| 1993/94 | Asijské mistrovství klubů | Čtvrtfinále (sk. 2)       | Thai Farmers Bank FC     | 1:1  | 1:1   | 1. místo |
| 1993/94 | Asijské mistrovství klubů | Čtvrtfinále (sk. 2)       | Al-Muharraq SC           | 1:0  | 1:0   | 1. místo |
| 1993/94 | Asijské mistrovství klubů | Semifinále                | Oman Club                | 1:4  | 1:4   | 1:4      |
| 1993/94 | Asijské mistrovství klubů | Zápas o 3. místo          | Verdy Kawasaki           | 1:4  | 1:4   | 1:4      |
| 1994/95 | Asijské mistrovství klubů | 2. kolo                   | Bangkok Bank FC          | 4:1  | 0:1   | 4:2      |
| 1994/95 | Asijské mistrovství klubů | Čtvrtfinále (sk. 2)       | Thai Farmers Bank FC     | 2:2  | 2:2   | 3. místo |
| 1994/95 | Asijské mistrovství klubů | Čtvrtfinále (sk. 2)       | Ilhwa Chunma             | 1:3  | 1:3   | 3. místo |
| 1994/95 | Asijské mistrovství klubů | Čtvrtfinále (sk. 2)       | Verdy Kawasaki           | 0:0  | 0:0   | 3. místo |